# PIDS Enghien
 (septembre 2022).
La mise en forme du texte ne suit pas les recommandations de Wikipédia : il faut le « wikifier ».
Les points d'amélioration suivants sont les cas les plus fréquents :
- Les titres sont pré-formatés par le logiciel. Ils ne sont ni en capitales, ni en gras.
- Le texte ne doit pas être écrit en capitales (les noms de famille non plus), ni en gras, ni en italique, ni en « petit »…
- Le gras n'est utilisé que pour surligner le titre de l'article dans l'introduction, une seule fois.
- L'italique est rarement utilisé : mots en langue étrangère, titres d'œuvres, noms de bateaux, etc.
- Les citations ne sont pas en italique mais en corps de texte normal. Elles sont entourées par des guillemets français : « et ».
- Les listes à puces sont à éviter, des paragraphes rédigés étant largement préférés. Les tableaux sont à réserver à la présentation de données structurées (résultats, etc.).
- Les appels de note de bas de page (petits chiffres en exposant, introduits par l'outil «  Source ») sont à placer entre la fin de phrase et le point final[comme ça].
- Les liens internes (vers d'autres articles de Wikipédia) sont à choisir avec parcimonie. Créez des liens vers des articles approfondissant le sujet. Les termes génériques sans rapport avec le sujet sont à éviter, ainsi que les répétitions de liens vers un même terme.
- Les liens externes sont à placer uniquement dans une section « Liens externes », à la fin de l'article. Ces liens sont à choisir avec parcimonie suivant les règles définies. Si un lien sert de source à l'article, son insertion dans le texte est à faire par les notes de bas de page.
- La présentation des références doit suivre les conventions bibliographiques. Il est recommandé d'utiliser les modèles {{Ouvrage}}, {{Chapitre}}, {{Article}}, {{Lien web}} et/ou {{Bibliographie}}. Le mode d'édition visuel peut mettre en forme automatiquement les références.
- Insérer une infobox (cadre d'informations à droite) n'est pas obligatoire pour parachever la mise en page.

Pour une aide détaillée, merci de consulter Aide:Wikification.
Si vous pensez que ces points ont été résolus, vous pouvez retirer ce bandeau et améliorer la mise en forme d'un autre article.
 (septembre 2022).
Le PIDS Enghien est un festival de cinéma, doublé d'un événement professionnel, qui a lieu chaque année à Enghien-les-Bains. Il est produit et organisé sur quatre jours, pendant la dernière semaine de janvier, par le Centre des arts de la Ville d'Enghien-les-Bains.
Cet événement est dédié aux effets spéciaux visuels et traite des dernières avancées dans ce domaine,.
L'acronyme PIDS signifie «Paris Images - Digital Summit». En effet le PIDS est soutenu par le CNC dans le cadre d'un ensemble d'événements professionnels réunis sous l'appellation «Paris Images»,.

## Historique
Le PIDS Enghien a été créé conjointement en 2015 par la Commission du Film d'Ile-de-France et le Centre des arts d'Enghien-les-Bains.
Il existait précédemment sous le nom de Parisfx et s'est ainsi déroulé de 2007 à 2011 à Paris avant de venir à Enghien à partir de 2012.

## Éditions
Chaque année, le PIDS Enghien organise une cérémonie de remise de prix, les Genie Awards, qui récompense le meilleur de la création en matière d'effets spéciaux visuels.
Chaque édition est ainsi marquée par un «Genie d'honneur», soit une personnalité «ayant contribué par sa créativité, son sens de l’innovation et sa vision à faire évoluer l’industrie du cinéma et de l’image animée». Chaque année, France et USA sont représentés:
| Année | Genie d'honneur US                         | Génie d'honneur FR                         |
| ----- | ------------------------------------------ | ------------------------------------------ |
| 2015  | Neil Corbould                              |                                            |
| 2016  | Dennis Muren (ILM)                         | Jacques Bled & Rodolphe Chabrier (MacGuff) |
| 2017  | Joe Letteri (Weta Digital)                 | Pierre Buffin (Buf Compagnie)              |
| 2018  | Phil Tippett (Tippett Studio)              | Christian Guillon (Les Tontons Truqueurs)  |
| 2019  | John Knoll (ILM)                           | Eve Ramboz (La Maison)                     |
| 2020  | Chris Edwards (CEO, The Third Floor, Inc.) | Olivier Emery (Trimaran)                   |
| 2021  | Pas de récompense (Covid)                  | Pas de récompense (Covid)                  |
| 2022  | Rob Legato                                 | Xavier Nicolas & Jerzy Kular (Ex-Machina)  |
| 2023  | Doug Chiang,                               | Alain Carsoux (CGEV)                       |